# Zielony Staw Gąsienicowy
Zielony Staw Gąsienicowy lub po prostu Zielony Staw – należące do Gąsienicowych Stawów jezioro polodowcowe w Tatrach Wysokich, położone na wysokości 1672 m n.p.m. w kotle lodowcowym poniżej Skrajnej Turni.

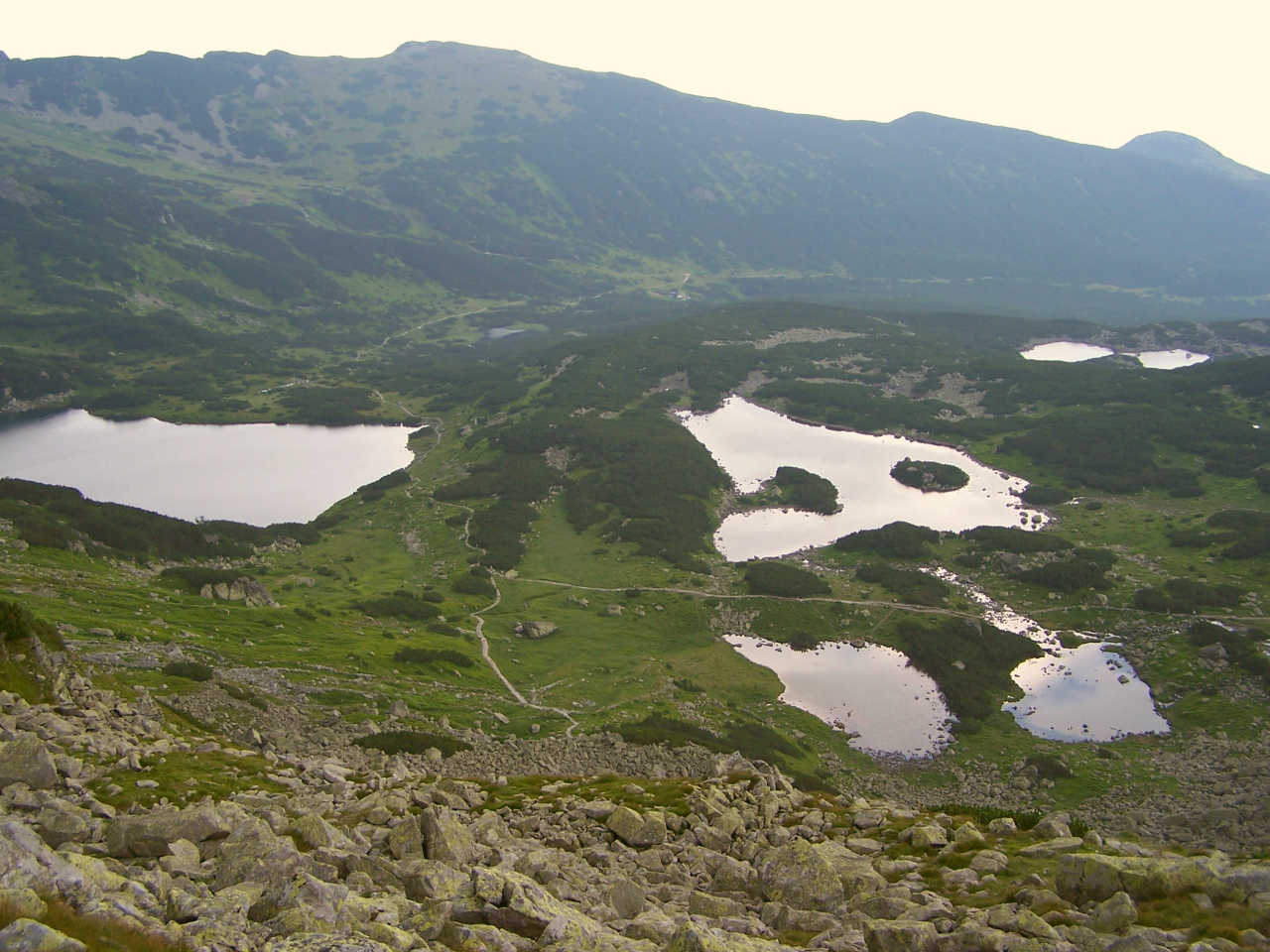
Zielony Staw po lewej. Po prawej od góry: Dwoisty Staw, Kurtkowiec, Czerwone Stawki

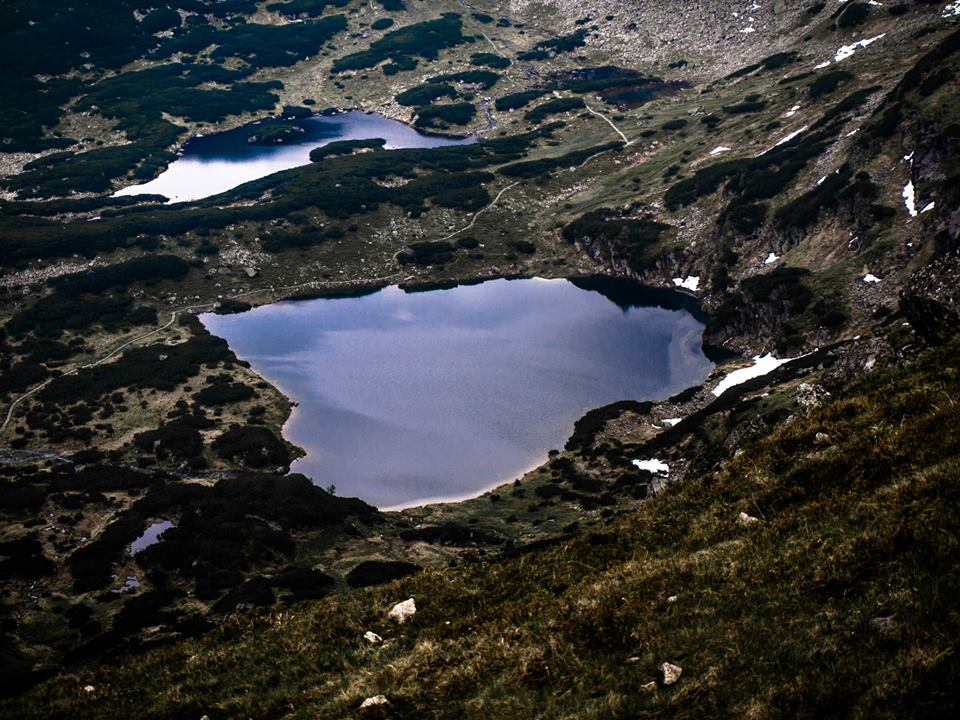
Zielony Staw Gąsienicowy, w tle Kurtkowiec

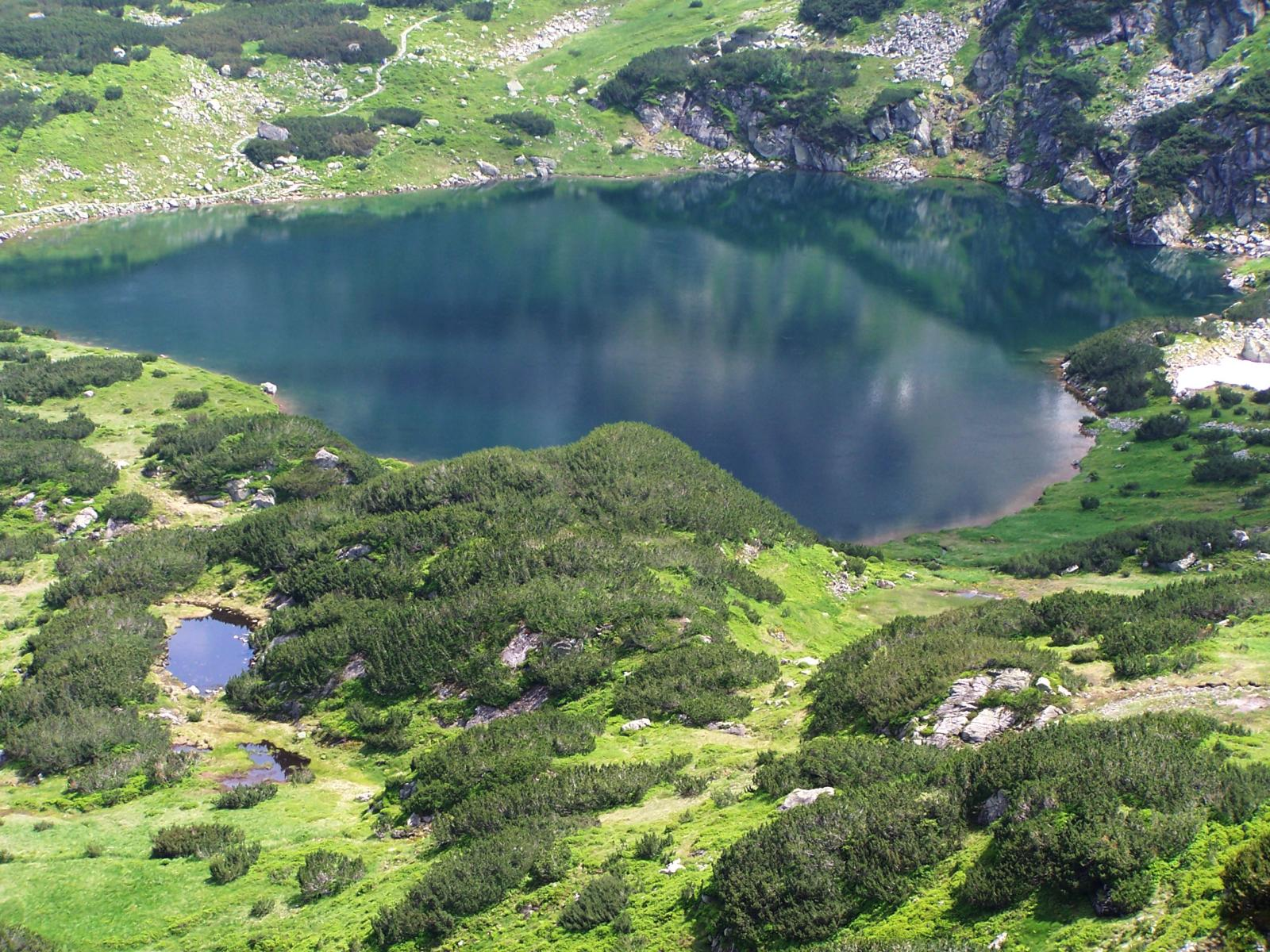
U góry zdjęcia czarny szlak turystyczny, na dole Kotlinowy Stawek

Dawniej staw nosił nazwę Suczy Staw (od złej suki kaleczącej owce, którą podobno w nim utopiono, a znaleziono w Jaskini Kasprowej). Zielony Staw jest największym jeziorem Doliny Zielonej Gąsienicowej i ósmym co do wielkości jeziorem polskich Tatr. Według danych z przewodnika Tatry Wysokie Witolda Henryka Paryskiego powierzchnia jeziora wynosi 3,84 ha (długość 275 m, szerokość 238 m), głębokość 15,1 m. Na zdjęciu satelitarnym z 2004 r. powierzchnia jest nieco mniejsza i wynosi 3,764 ha. Wody jeziora cechuje duża przeźroczystość (nawet do 10 m) i jasnozielone zabarwienie wywołane niewielką ilością planktonu.
Dla wygody dziewiętnastowiecznych turystów w 1896 r. Towarzystwo Tatrzańskie zbudowało na północnym brzegu jeziora drewniany schron. Zniszczyły go śniegi w 1907 r.
Staw był od dawna sztucznie zarybiany, pierwszy raz w 1909. Ponownie w 1949 wypuszczono do stawu narybek pstrąga źródlanego. Początkowo, gdy jezioro było jeszcze bogate w plankton, ryby osiągnęły spore rozmiary. Później jednak, gdy ryby wyjadły plankton, większość z nich wyginęła. Staw zamarza w październiku-listopadzie, a rozmarza w maju-czerwcu.
Ze stawu wypływa potok Sucha Woda płynący dnem Doliny Gąsienicowej (na znacznej części długości jego wody zanikają pod kamieniami). Nad brzegami stawu rośnie rzadka w Karpatach turzyca Lachenala.

## Szlaki turystyczne
obok stawu przebiega czarny szlak z Roztoki Stawiańskiej na Świnicką Przełęcz. Czas przejścia od szlaku żółtego na przełęcz: 1:25 h, ↓ 1:05 h.